# Лейпцигская школа (музыка)
Лейпцигская школа — направление в немецкой музыке XIX века, возникшее в связи с деятельностью Лейпцигской консерватории и её основателя Феликса Мендельсона.
В 1843 году Мендельсону удалось получить разрешение на открытие в Лейпциге консерватории, которая стала первой в Германии. К работе в ней он привлёк крупных артистов того времени, а также ряд музыкальных деятелей, придерживавшихся определённых художественных взглядов. Так сложилась лейпцигская школа музыки, впоследствии оказавшая большое влияние на музыкальную культуру Германии и Европы в целом.
Принципы Лейпцигской школы основывались на традициях классицизма, бидермайера и умеренного романтизма. К ней принадлежали такие композиторы, как Мошелес, Гаде, Гауптман, Давид, отчасти Шуман, однако ведущая роль оставалась за Мендельсоном.
Несмотря на то, что представители школы восприняли некоторые романтические веяния эпохи, в целом они оставались противниками радикального новаторства композиторов-романтиков. В своём творчестве они предпочитали опираться на национальные бытовые жанры и обогатили репертуар любительского музицирования множеством несложных, но ярких произведений — песен, хоров, фортепианных и скрипичных пьес. Кроме того, представители Лейпцигской школы придавали большое значение популяризации музыки Баха, Генделя, Гайдна, Моцарта, Бетховена, Шуберта.
В середине XIX века лидерами школы стали Рейнеке, Абт, Гурлитт, Фолькман и др. Первостепенную важность для них имела чистота стиля и формы. Оставаясь в русле академизма, Лейпцигская школа противопоставляла себя Вагнеру и веймарской школе во главе с Листом. Если «веймарцы» выдвигали принципы программности и философской глубины, то для «лейпцигцев» основополагающими были критерии общедоступности и соответствия национальному характеру.
Постепенно, к началу XX века, Лейпцигская школа утратила своё значение. Тем не менее за время своего существования она воспитала ряд крупных музыкантов и способствовала как общему развитию музыкальной науки, так и укреплению материально-технической музыкальной базы.